# Jozef Van Acker
Jozef Van Acker (Waasmunster, 1937 - 2024) was een Vlaamse beeldhouwer. Hij studeerde aan de Academie van Dendermonde, waar hij onder leiding van Jos De Decker met klei en terracotta leerde werken alsook het kappen van sculpturen in hout en steen. Zijn favoriete materiaal was echter brons.
Zijn werken zijn te vinden in kunstgalerijen in onder andere Brussel, Brasschaat, Lede, Lokeren en Hamme. Het meest bekend werd hij met zijn werken die in de publieke ruimte te vinden zijn, zoals de bronzen beeldengroep op de Vierschaar in Waasmunster.